# Барбур (округ, Алабама)
Шаблон:StateAbbr_ 31°51′57″ пн. ш. 85°23′46″ зх. д. / 31.865833333333° пн. ш. 85.396111111111° зх. д.
 Барбур (англ. Barbour County) — округ (графство) у штаті Алабама. Ідентифікатор округу 01005. Окружний центр — містечко Клейтон.

## Історія
Округ утворений 1832 року.

## Демографія
За даними перепису населення 2000 року
загальне населення округу становило 29038 осіб, зокрема міського населення було 8280, а сільського — 20758.
Серед них чоловіків — 14970, а жінок — 14068. В окрузі було 10409 домогосподарств, 7393 родин, які мешкали в 12461 будинках.
Середній розмір родини становив 3,04.
Віковий розподіл населення поданий у таблиці:
| Стать    | До 15 років | 15-21 | 22-29 | 30-39 | 40-49 | 50-65 | 65-85 | Понад 85 |
| -------- | ----------- | ----- | ----- | ----- | ----- | ----- | ----- | -------- |
| Чоловіки | 3083        | 1580  | 1949  | 2465  | 2178  | 2233  | 1359  | 123      |
| Жінки    | 2914        | 1340  | 1266  | 1892  | 1964  | 2301  | 2002  | 389      |

На 1 квітня 2010 року населення округу становило 27 457 осіб. Населення за 10 років зменшилося на 5 %.

## Суміжні округи
- Расселл — північний схід
- Стюарт, Джорджія — схід
- Квітмен, Джорджія — схід
- Клей, Джорджія — південний схід
- Генрі — південь
- Дейл — південь
- Пайк — захід
- Буллок — північний захід

## Виноски
1. ↑  U.S. Decennial Census. United States Census Bureau. Архів оригіналу за 26 квітня 2015. Процитовано 22 серпня 2015.
2. ↑  Historical Census Browser. University of Virginia Library. Архів оригіналу за 11 серпня 2012. Процитовано 22 серпня 2015.
3. ↑  Forstall, Richard L., ред. (24 березня 1995). Population of Counties by Decennial Census: 1900 to 1990. United States Census Bureau. Архів оригіналу за 24 вересня 2015. Процитовано 22 серпня 2015.
4. ↑  Census 2000 PHC-T-4. Ranking Tables for Counties: 1990 and 2000 (PDF). United States Census Bureau. 2 квітня 2001. Архів оригіналу (PDF) за 18 грудня 2014. Процитовано 22 серпня 2015.
5. ↑  State & County QuickFacts. United States Census Bureau. Архів оригіналу за 19 січня 2016. Процитовано 15 травня 2014. [Архівовано 2016-01-19 у Wayback Machine.](англ.) Наведено за англійською вікіпедією.
6. ↑  American FactFinder. Бюро перепису населення США. Архів оригіналу за 26 лютого 2012. Процитовано 31 січня 2008. [Архівовано 2008-05-21 у Wayback Machine.]
7. ↑  Барбур на сайті «Open-Public-Records» [Архівовано 13 травня 2012 у Wayback Machine.](англ.)

| США | Це незавершена стаття з географії США. Ви можете допомогти проєкту, виправивши або дописавши її. |